# Cidaria staudingeri
Cidaria staudingeri là một loài bướm đêm trong họ Geometridae.